# Mamma mi sono persa il fratellino!
Mio fratello maialino, noto anche come: Mamma mi sono persa il fratellino! (My Brother the Pig) è un film del 1999 diretto da Erik Fleming, in cui recitano Scarlett Johansson e Eva Mendes, all’epoca non ancora famose .

## Trama
Matilda, una giovane messicana lavora come baby sitter con l'incarico di accudire due bambini, un maschietto, George, e la primogenita quattordicenne Kathy, i cui genitori sono partiti per un viaggio di piacere in Francia. La giovane baby sitter trasforma involontariamente George in un maialino per mezzo di antiche pietre magiche appartenute alle sue zie. Kathy, assieme al suo amico Freud e a Matilda, si reca allora in Messico per cercare di annullare la magia prima che i genitori ritornino dal loro viaggio a Parigi.